# Australian Open-mesterskabet i mixed double 2018
Australian Open-mesterskabet i mixed double 2018 var den 75. turnering om Australian Open-mesterskabet i mixed double. Turneringen var en del af Australian Open 2018 og blev spillet i Melbourne Park i Melbourne, Victoria, Australien i perioden 19. - 28. januar 2018 med deltagelse af 32 par.
Mesterskabet blev vundet af Gabriela Dabrowski og Mate Pavić, som i finalen besejrede Tímea Babos og Rohan Bopanna med 2-6, 6-4, [11-9] efter at de havde afværget en matchbold ved stillingen 8-9 i supertiebreaken. Pavić vandt dermed den tredje grand slam-titel i sin karriere, idet han tidligere havde vundet US Open-mesterskabet i mixed double 2016 sammen med Laura Siegemund og Australian Open-mesterskabet i herredouble 2018 sammen med Oliver Marach, den sidstnævnte dag før mixed double-finalen, og han var endvidere den første kroat, der vandt Australian Open-mesterskabet i mixed double. For Dabrowski var den karrierens anden grand slam-titel. Hun havde inden da vundet French Open-mesterskabet i mixed double 2017 sammen med Rohan Bopanna, og hun var den første kvinde fra Canada, der sejrede i mixed double-mesterskabet i Melbourne.
Den dobbelte triumf i herredouble og mixed double blev senest præsteret af Bruno Soares i 2016.

## Pengepræmier
Den samlede præmiesum til spillerne i mixed double androg A$ 600.000 (ekskl. per diem), hvilket var en stigning på ca. 11 % i forhold til året før.
| Resultat               | Pengepræmier | Pengepræmier | Ændring ift. 2017 |
| Resultat               | Pr. par      | Total        | Ændring ift. 2017 |
| ---------------------- | ------------ | ------------ | ----------------- |
| Vindere (1)            | A$ 175.000   | A$ 175.000   | ca. +10 %         |
| Finalister (1)         | A$ 90.000    | A$ 90.000    | ca. +11 %         |
| Semifinalister (2)     | A$ 43.500    | A$ 87.000    | ca. +10 %         |
| Kvartfinalister (4)    | A$ 20.500    | A$ 82.000    | ca. +12 %         |
| Tabere i 2. runde (8)  | A$ 10.250    | A$ 82.000    | ca. +12 %         |
| Tabere i 1. runde (16) | A$ 5.250     | A$ 84.000    | ca. +11 %         |
| Samlet præmiesum       | -            | A$ 600.000   | ca. +11 %         |

## Turnering

### Deltagere
Turneringen havde deltagelse af 32 par, der er fordelt på:
- 24 direkte kvalificerede par i form af deres ranglisteplacering.
- 8 par, der har modtaget et wildcard.

#### Seedede spillere
De 8 bedste par blev seedet:
| Seedning | Spiller                                          | Resultat    |
| -------- | ------------------------------------------------ | ----------- |
| 1        | Latisha Chan Jamie Murray                        | Anden runde |
| 2        | Casey Dellacqua John Peers                       | Anden runde |
| 3        | Jekaterina Makarova Bruno Soares                 | Semifinale  |
| 4        | Květa Peschke Henri Kontinen                     | Anden runde |
| 5        | Tímea Babos Rohan Bopanna                        | Finale      |
| 6        | Andrea Sestini Hlaváčková Édouard Roger-Vasselin | Kvartfinale |
| 7        | Chan Hao-Ching Michael Venus                     | Anden runde |
| 8        | Gabriela Dabrowski Mate Pavić                    | Vinder      |

#### Wildcards
Otte par modtog et wildcard til turneringen.
| Spillere                           | Resultat     |
| ---------------------------------- | ------------ |
| Monique Adamczak Matthew Ebden     | Første runde |
| Lizette Cabrera Alex Bolt          | Første runde |
| Zoe Hives Bradley Mousley          | Første runde |
| Priscilla Hon Matt Reid            | Første runde |
| Ellen Perez Andrew Whittington     | Første runde |
| Arina Rodionova John-Patrick Smith | Første runde |
| Storm Sanders Marc Polmans         | Kvartfinale  |
| Samantha Stosur Sam Groth          | Anden runde  |

### Resultater
| Latisha Chan |
| Jamie Murray |

| Andreja Klepač |
| Rajeev Ram     |

| Latisha Chan |
| Jamie Murray |

| Anna-Lena Grönefeld |
| Robert Farah        |

| Storm Sanders |
| Marc Polmans  |

| Storm Sanders |
| Marc Polmans  |

| Storm Sanders |
| Marc Polmans  |

| M.J. Martínez Sánchez |
| Marcel Demoliner      |

| M.J. Martínez Sánchez |
| Marcel Demoliner      |

| Nicole Melichar |
| Nicholas Monroe |

| M.J. Martínez Sánchez |
| Marcel Demoliner      |

| Yang Zhaoxuan        |
| Aisam-ul-Haq Qureshi |

| Chan Hao-Ching |
| Michael Venus  |

| Chan Hao-Ching |
| Michael Venus  |

| M.J. Martínez Sánchez |
| Marcel Demoliner      |

| Květa Peschke  |
| Henri Kontinen |

| Tímea Babos   |
| Rohan Bopanna |

| Zoe Hives       |
| Bradley Mousley |

| Květa Peschke  |
| Henri Kontinen |

| Abigail Spears       |
| Juan Sebastián Cabal |

| Abigail Spears       |
| Juan Sebastián Cabal |

| Renata Voráčová |
| Fabrice Martin  |

| Abigail Spears       |
| Juan Sebastián Cabal |

| Vania King    |
| Franko Škugor |

| Tímea Babos   |
| Rohan Bopanna |

| Arina Rodionova    |
| John-Patrick Smith |

| Vania King    |
| Franko Škugor |

| Ellen Perez        |
| Andrew Whittington |

| Tímea Babos   |
| Rohan Bopanna |

| Tímea Babos   |
| Rohan Bopanna |

| Tímea Babos   |
| Rohan Bopanna |

| A. Sestini Hlaváčková |
| É. Roger-Vasselin     |

| Gabriela Dabrowski |
| Mate Pavić         |

| Peng Shuai  |
| Maks Mirnyj |

| A. Sestini Hlaváčková |
| É. Roger-Vasselin     |

| Olga Savtjuk |
| Artem Sitak  |

| Nadiia Kitjenok   |
| Marcel Granollers |

| Nadiia Kitjenok   |
| Marcel Granollers |

| A. Sestini Hlaváčková |
| É. Roger-Vasselin     |

| Samantha Stosur |
| Sam Groth       |

| Jekaterina Makarova |
| Bruno Soares        |

| Proscilla Hon |
| Matt Reid     |

| Samantha Stosur |
| Sam Groth       |

| Xu Yifan       |
| Marcus Daniell |

| Jekaterina Makarova |
| Bruno Soares        |

| Jekaterina Makarova |
| Bruno Soares        |

| Jekaterina Makarova |
| Bruno Soares        |

| Gabriela Dabrowski |
| Mate Pavić         |

| Gabriela Dabrowski |
| Mate Pavić         |

| Lizette Cabrera |
| Alex Bolt       |

| Gabriela Dabrowski |
| Mate Pavić         |

| Monique Adamczak |
| Matthew Ebden    |

| Demi Schuurs      |
| Jean-Julien Rojer |

| Demi Schuurs      |
| Jean-Julien Rojer |

| Gabriela Dabrowski |
| Mate Pavić         |

| Alicja Rosolska   |
| Santiago González |

| Johanna Larsson  |
| Matwé Middelkoop |

| Johanna Larsson  |
| Matwé Middelkoop |

| Johanna Larsson  |
| Matwé Middelkoop |

| Arantxa Parra Santonja |
| Marc López             |

| Casey Dellacqua |
| John Peers      |

| Casey Dellacqua |
| John Peers      |